# Antoine le Grand
Pour les articles homonymes, voir Antoine et saint Antoine.
Antoine le Grand, également connu comme Antoine d'Égypte, Antoine l'Ermite, ou encore Antoine du désert, est un moine considéré comme le père du monachisme chrétien. Sa vie nous est connue par le récit qu'en a fait Athanase d'Alexandrie vers 360. Il serait né vers 251 et mort le 17 janvier 356 à l'âge de 105 ans, entre les bras de ses deux disciples, Macaire l'Ancien (ou Macaire d'Égypte) et Amathas.
Au Moyen Âge, l'Ordre hospitalier de Saint-Antoine avait le droit de laisser ses porcs errer dans les rues avec une clochette, ce qui valut au saint d'avoir pour attribut un porc et une clochette.
Il est fêté sous le nom de saint Antoine le 17 janvier par les catholiques et les orthodoxes, qui le considèrent aussi comme  vénérable, et le 30 du calendrier ordinaire par les orthodoxes vieux calendaristes.

## Biographie

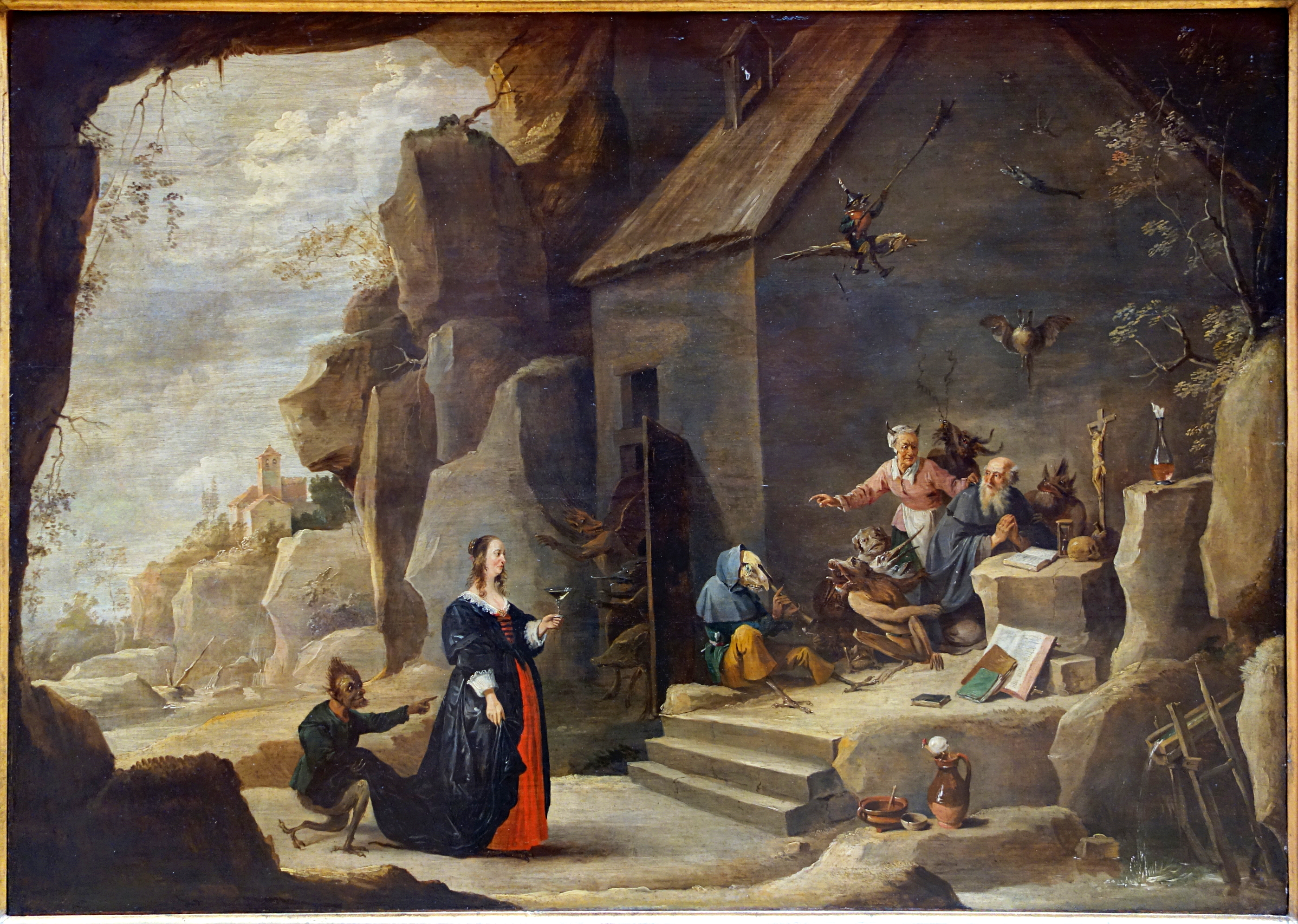
La Tentation de saint Antoine
par David Teniers le Jeune.

Né en Égypte à Hérakléopolis Magna (aujourd'hui Qeman, Fayyoum), dans une famille assez riche d'agriculteurs égyptiens fervents chrétiens, Antoine devient orphelin à dix-huit ans avec une sœur cadette à élever. Ayant des terres à cultiver, il prend l'Évangile à la lettre (Mt 19,21), à l'âge de vingt ans, et distribue tous ses biens aux pauvres, après avoir installé sa sœur selon ses vœux dans une communauté féminine comme « vierge consacrée », puis il commence sa vie d'anachorète dans un lieu isolé près d'un de ses champs.
Vêtu d'une haire en crin, il partage son temps entre la prière et le travail près de la cabane d'un vieil ascète qui l'initie à la vie érémitique. Il décide de renforcer sa retraite en partant vivre pendant 13 ans dans le désert (le chapitre V de la Vie d’Antoine mentionne qu'il va jusqu'à s'enfermer dans un des anciens tombeaux égyptiens de la montagne), fondant la communauté des kellia (vivant dans des huttes, des grottes ou de petits ermitages, il célèbre avec sa communauté la synaxe le samedi) avec son disciple Ammonas, qui s'est précédemment installé à Nitrie.
L'afflux de nombreux disciples troublant son isolement, il part en 285 vivre en ermite à Pispir, en plein désert, dans un fortin romain abandonné sur la route de la mer Rouge, imitant les nombreux anachorètes qui vivaient dans la pauvreté et la chasteté aux alentours des bourgs. Là, à la manière du Christ, il subit les tentations du diable qui durèrent plus longtemps et au cours desquelles divers démons essayèrent de s'attaquer à sa vie. Antoine résista à tout, ne se laissant pas détourner par les visions fantasmatiques qui s'étaient multipliées, des symptômes ressemblant à l'ergotisme.
Peu à peu, autour d'Antoine le Grand commencent à se rassembler des disciples qui viennent suivre son enseignement. Vivant à proximité dans des grottes, ils l'écoutent prêcher et s'associent à lui pour prier. Au fil des ans, ils se regroupent en différents noyaux de disciples, élisant à leur tête un plus ancien et choisissant tous Antoine comme guide spirituel. Ils sont à l'ouest et à l'est du Nil. En 307 Hilarion de Gaza sollicite ses conseils sur la façon d'organiser un monastère dans l'actuelle région de Gaza : celui-ci est considéré comme l'un des premiers monastères de la chrétienté.
En 312, Antoine s'éloigne davantage pour s'isoler. Il va en Thébaïde, sur le mont Qolzum (où se trouve aujourd'hui le monastère Saint-Antoine). Le diable lui apparaît encore de temps en temps, mais ne le tourmente plus comme autrefois. Vénéré par de nombreux visiteurs, Antoine leur donne chaque fois des conseils de sagesse, les invitant à la prière plutôt qu'à la violence.
Les religieux ayant adopté le mode de vie solitaire de saint Antoine sont appelés anachorètes, s'opposant aux cénobites qui choisissent la vie en communautés monastiques.

## Ses représentations

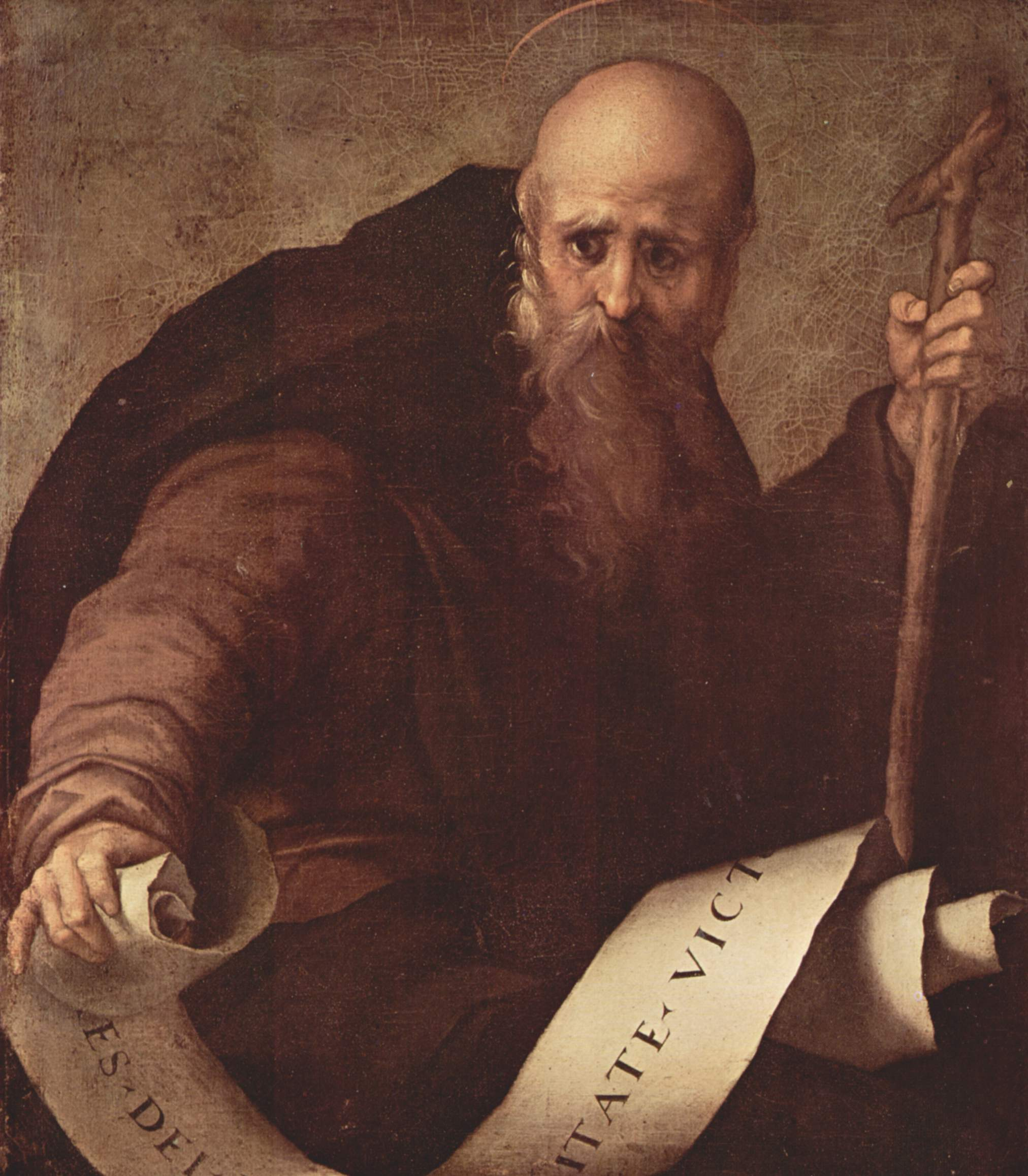
Saint Antoine abbé, par Pontormo vers 1519.

La vie de saint Antoine et ses tentations ont inspiré de nombreux artistes, notamment Jérôme Bosch, Pieter Brueghel, Jacques Callot, Dali, Max Ernst, Matthias Grünewald, Diego Vélasquez, Michel-Ange. Gustave Flaubert lui a également consacré un récit La Tentation de saint Antoine. Les artistes ont aussi souvent représenté sa rencontre avec saint Paul de Thèbes, peu de temps avant la mort des deux ermites (cathédrale de Chartres). L'œuvre la plus célèbre liée à saint Antoine demeure le retable d'Issenheim, peint par Matthias Grünewald et issu du couvent des Antonins d'Issenheim. Le retable est aujourd'hui conservé au musée d’Unterlinden de Colmar (Alsace).
De nombreuses représentations du saint nous le montrent accompagné d'un cochon portant une clochette. Il est ainsi parfois appelé en Italie Antonio del porco ou « saint Antoine des cochons » dans la vallée de la Bruche en Alsace. Selon Émile Mâle qui signale que cette tradition date de la fin du XIVe siècle, le cochon n'a rien à voir avec la vie du saint mais avec un ordre religieux fondé en Dauphiné en 1095 (les Antonins) : les porcs n'avaient pas le droit d'errer librement dans les rues, à l'exception de ceux des Antonins, reconnaissables à leur clochette. À noter cependant que les démons, qui ont tourmenté le saint, ont, dans un premier temps, été représentés par des animaux sauvages (lion, ours, etc.) puis sous la forme d'animaux plus familiers comme le loup et le sanglier, ce dernier pouvant expliquer le lien avec le cochon.

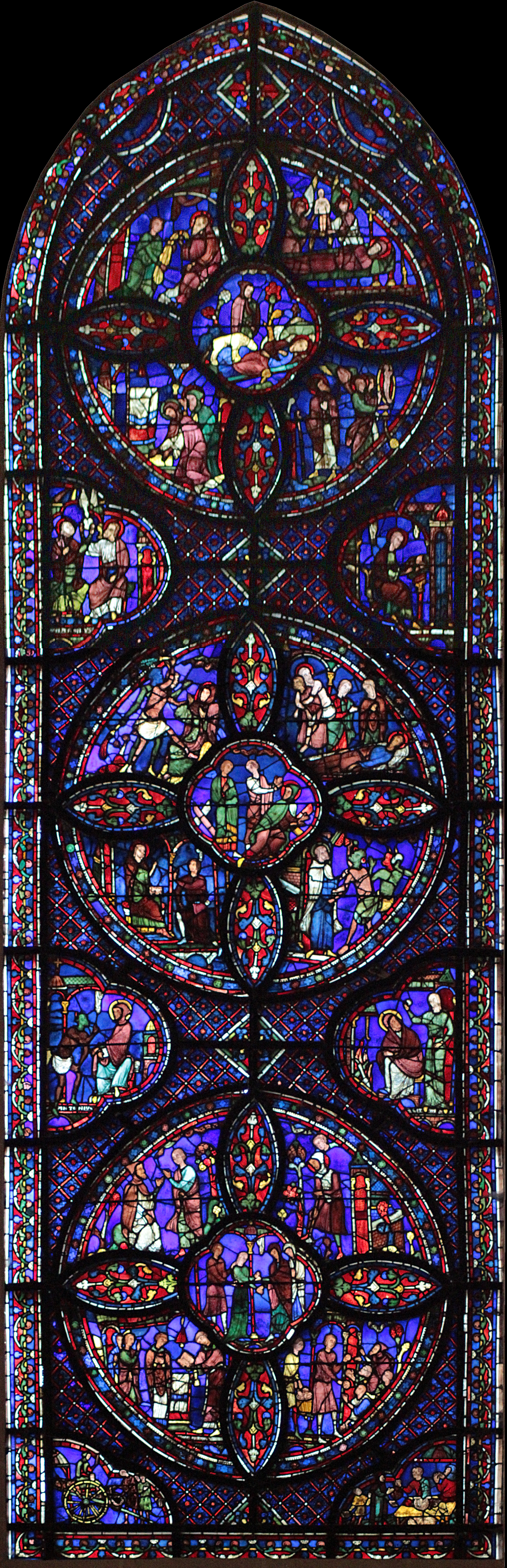
Vitrail de l'histoire de saint Antoine de Chartres, 1215-1220[10].
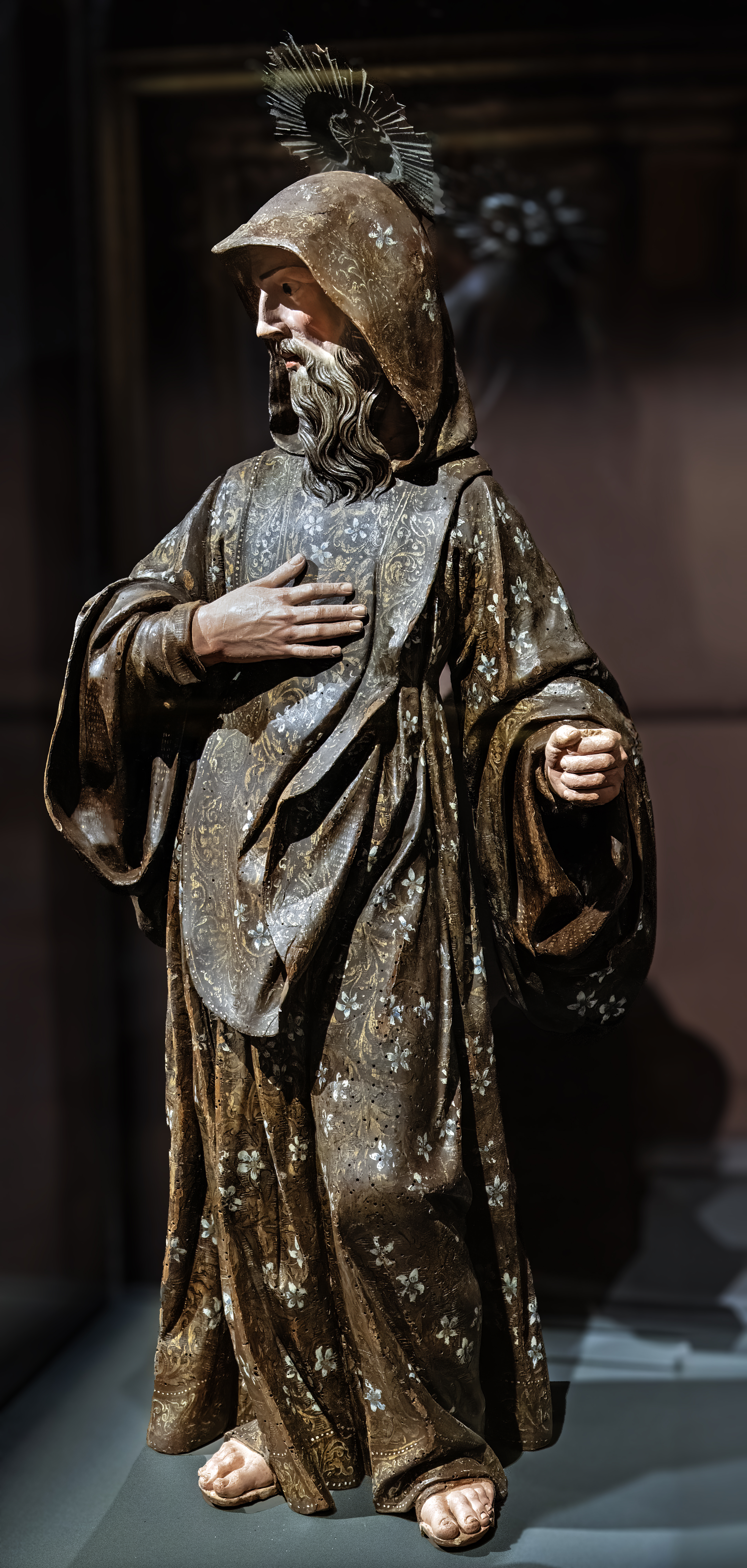
Antoine le Grand - École espagnole du XVIIe Musée Goya.
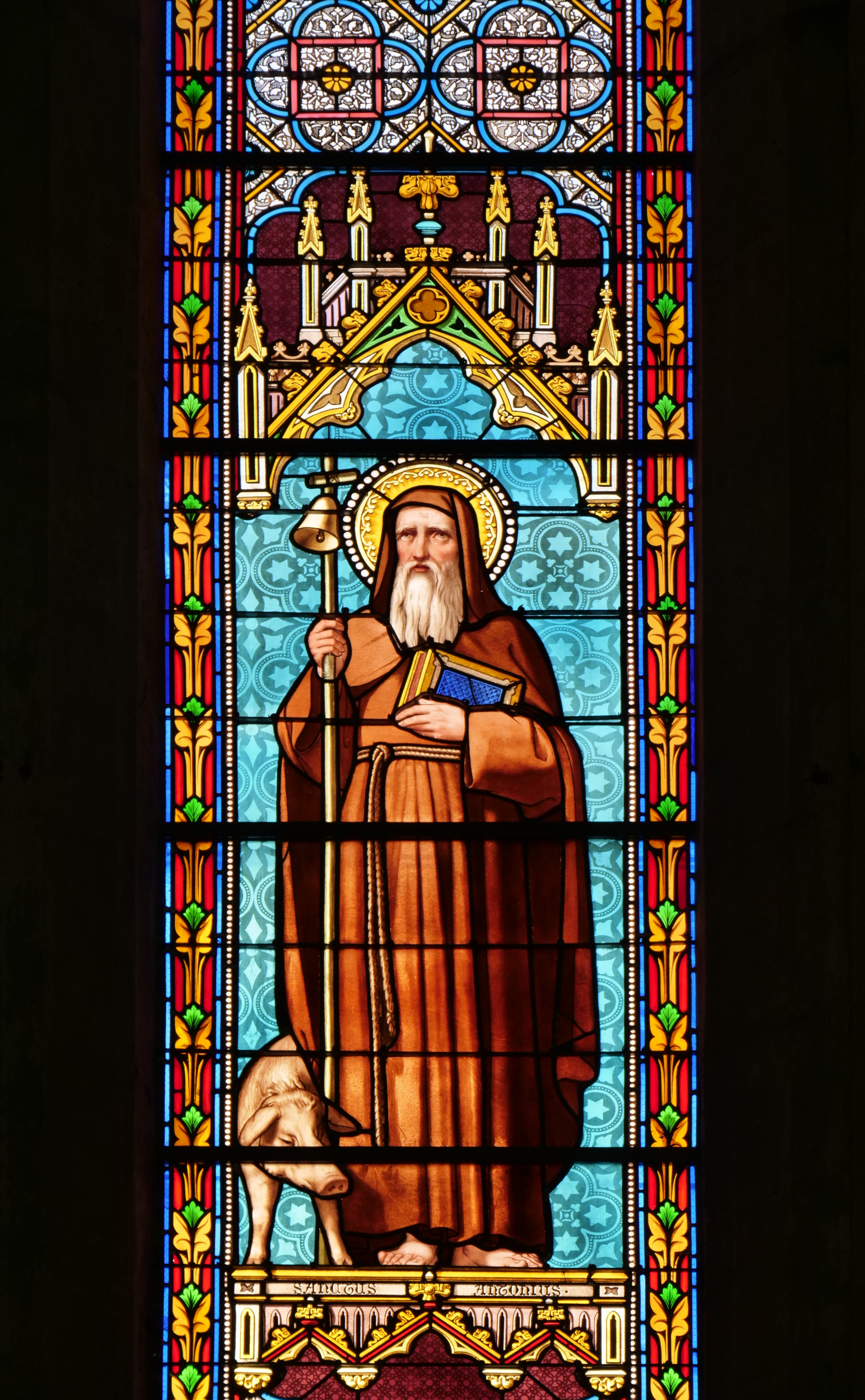
Vitrail Saint-Antoine, Saint-Antoine l'Abbaye, Isère.
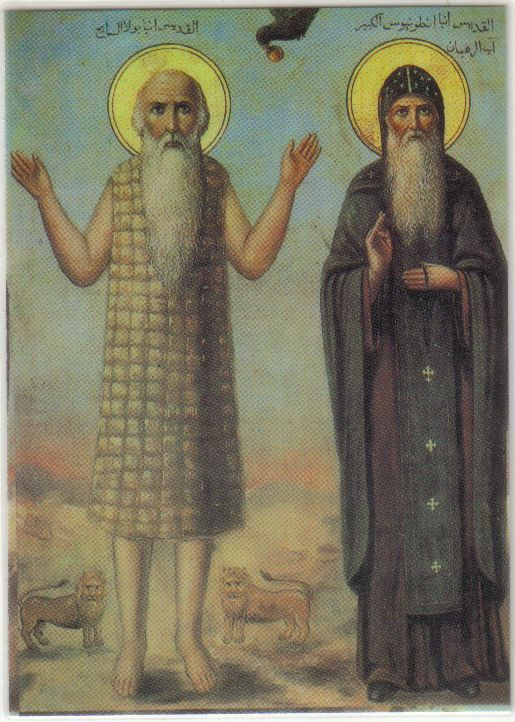
Saint Antoine et saint Paul de Thèbes, icône égyptienne copte.
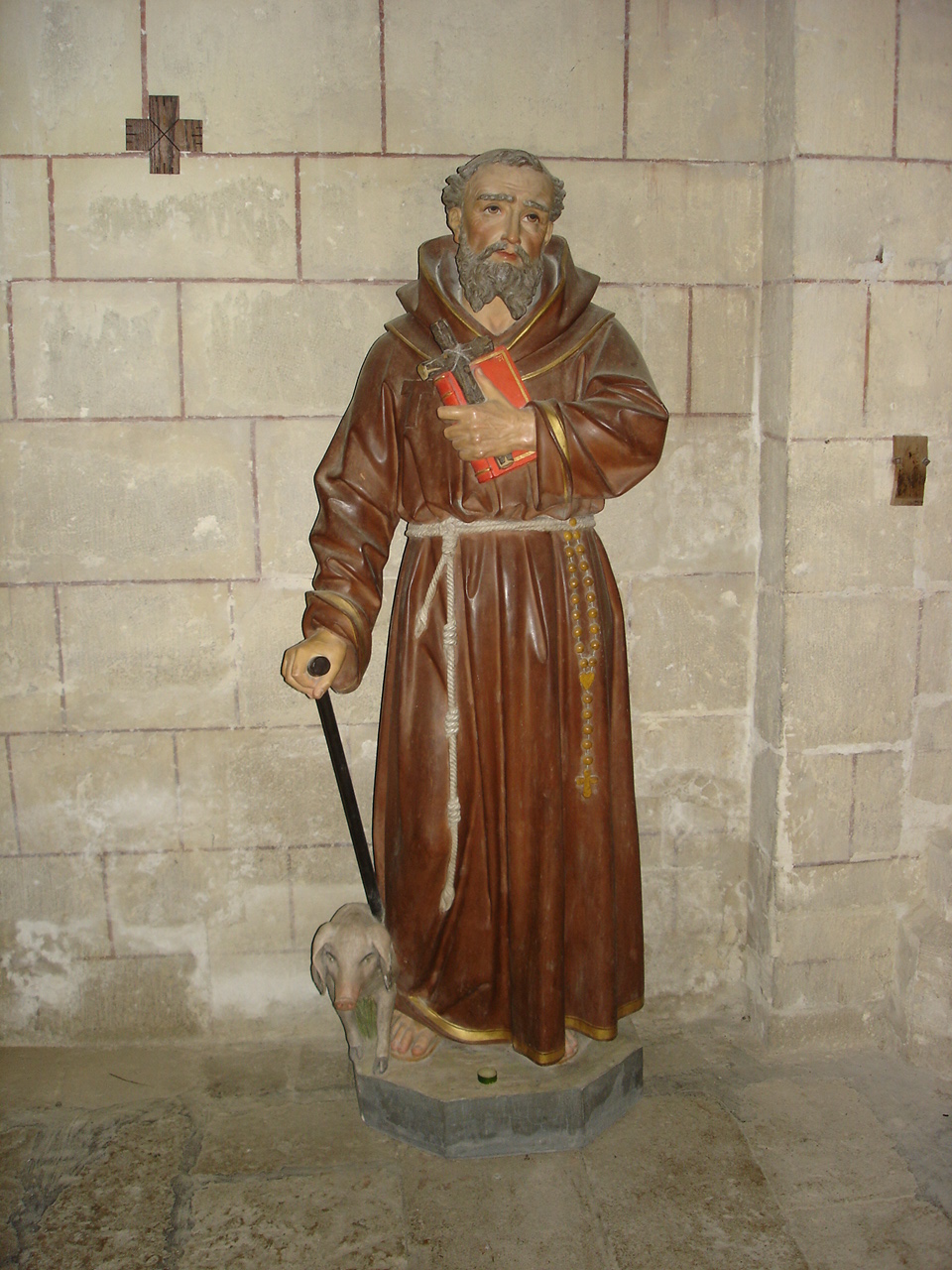
Statue de saint Antoine et son cochon, collégiale d'Uzeste en Gironde.
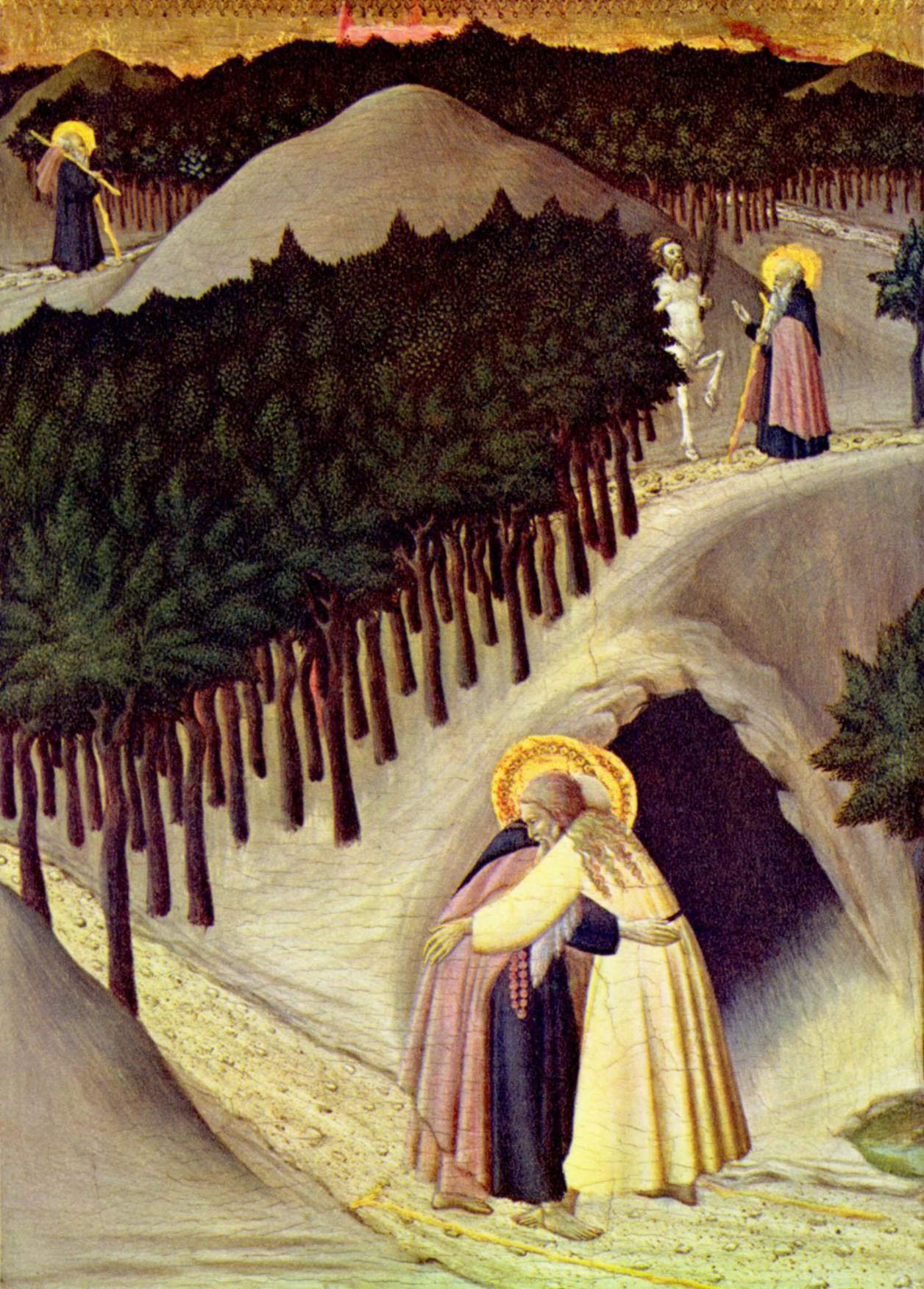
Sassetta, Rencontre de saint Antoine et saint Paul de Thèbes, National Gallery (Washington), 1445.
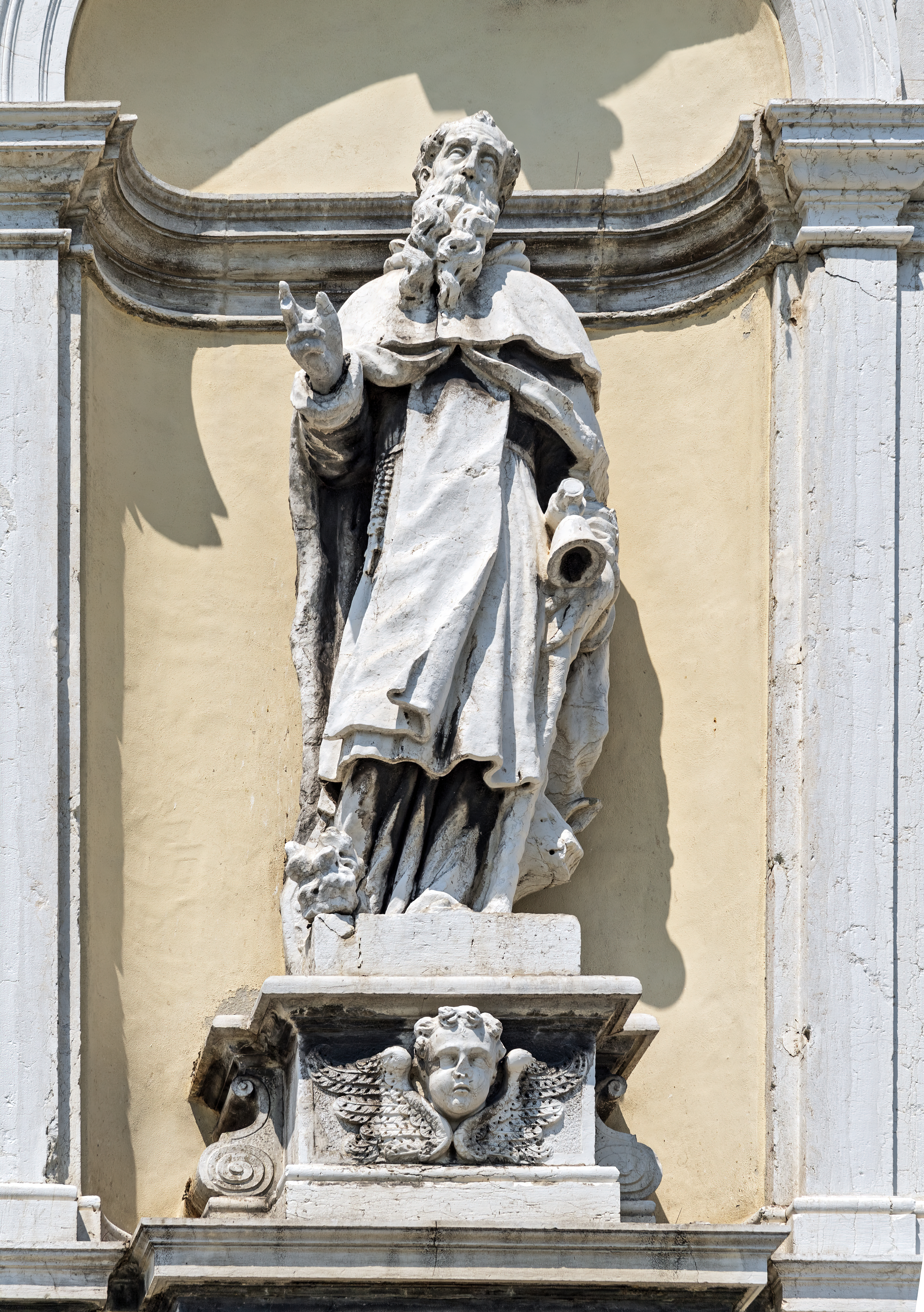
Statue du XVIIe siècle à Venise Scuola dei Luganegheri.
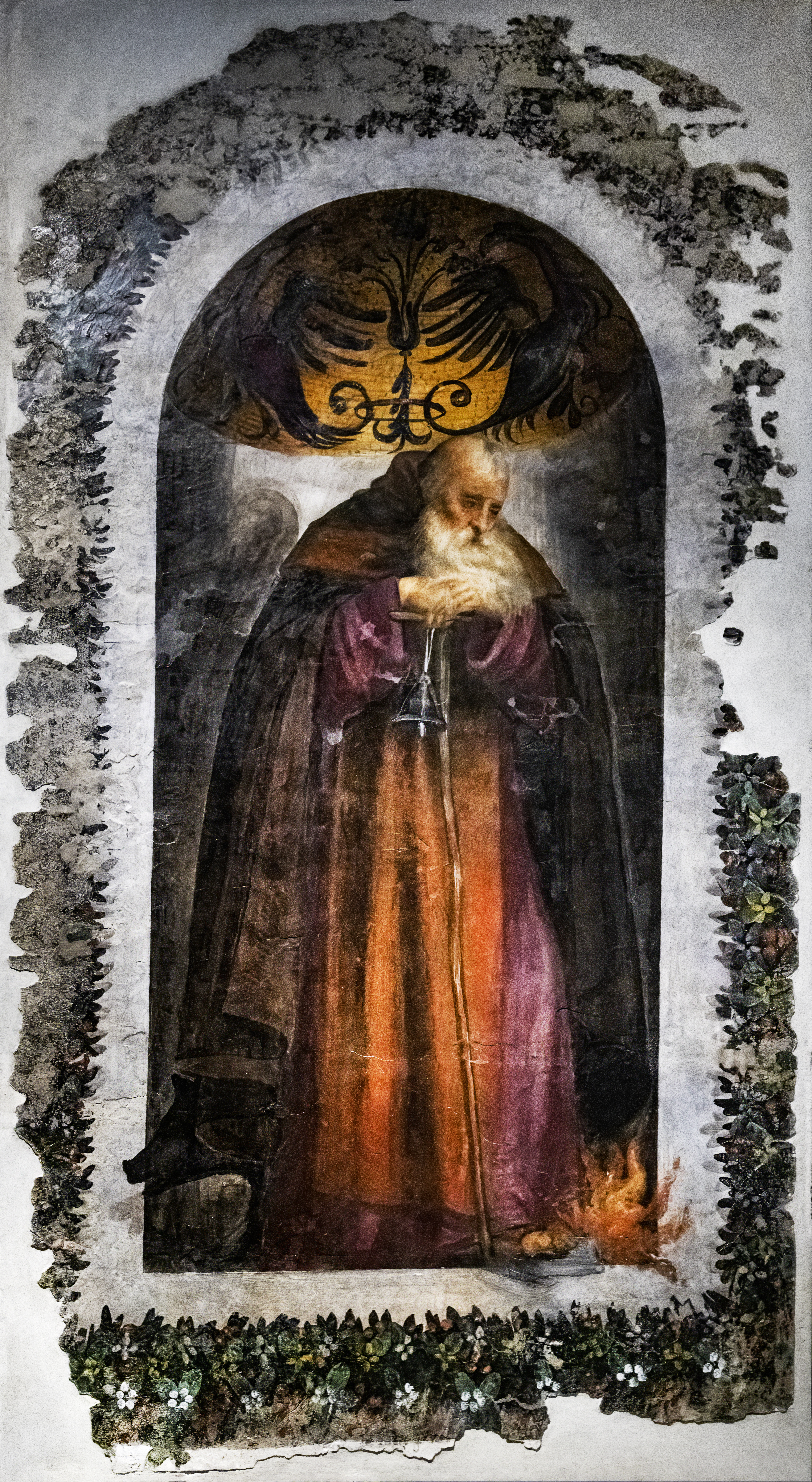
Fresque du XVIe siècle replacée sur toile en 1937 Complexe de Saint Caterine à Trévise.

## Ses reliques
Les reliques de saint Antoine l'Égyptien ont été ramenées de Terre sainte par un seigneur du Dauphiné, Guigues Disdier, accompagné par son beau-frère, Jocelin de Châteauneuf, en 1070. Elles sont déposées dans le village de La Motte-aux-Bois, qui devient Saint-Antoine-l'Abbaye, en l'abbaye de Saint-Antoine-l'Abbaye. Les bénédictins commencent alors la construction d'une église et d'un hôpital destiné à soigner les victimes du Mal des Ardents. Au XIIIe siècle, le pape confie les lieux aux chanoines de l'ordre de Saint-Antoine. De grands travaux d'extension sont menés du XIVe au XVIe siècle, période faste pour l'Ordre en général et l'abbaye en particulier.

## Vénération

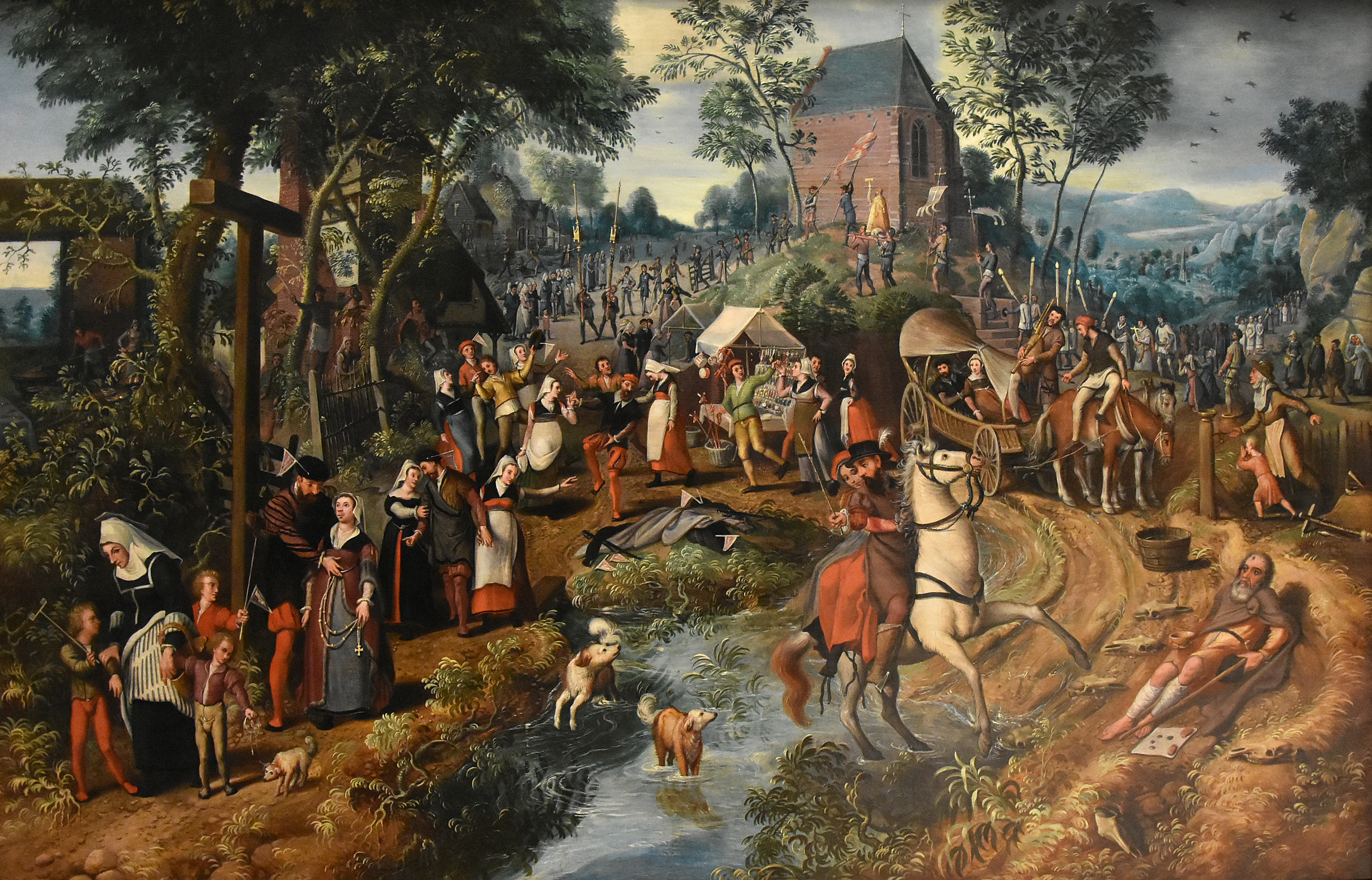
Le Retour d'un pèlerinage à saint Antoine, tableau de Pieter Aertsen (vers 1550), conservé au Musée Oldmasters de Bruxelles

Les Flamands, notamment, venaient de la région de Menin l'invoquer contre  le zona.
Saint Antoine est également le saint patron de la Légion étrangère.